# Lucilia pallipes
Lucilia pallipes är en tvåvingeart som beskrevs av Robineau-desvoidy 1830. Lucilia pallipes ingår i släktet Lucilia och familjen spyflugor.
Artens utbredningsområde är Frankrike. Inga underarter finns listade i Catalogue of Life.